# Kožichovice
Kožichovice är en ort i Tjeckien.   Den ligger i regionen Vysočina, i den centrala delen av landet, 150 km sydost om huvudstaden Prag. Kožichovice ligger 466 meter över havet och antalet invånare är 380.
Terrängen runt Kožichovice är platt.Runt Kožichovice är det ganska tätbefolkat, med 56 invånare per kvadratkilometer. Närmaste större samhälle är Třebíč, 3,4 km nordväst om Kožichovice. Trakten runt Kožichovice består till största delen av jordbruksmark.